# Сен-Луи (Сенегал)
Сен-Луи (фр. Saint-Louis) — город в северной части Сенегала.

## География и климат
Расположен на узком острове (всего 2 км в длину и 400 м в ширину) на реке Сенегал, в 25 км от её устья. Город находится вблизи границы с Мавританией, в 320 км к северу от столицы страны, города Дакар. Административный центр области Сен-Луи. До 1902 года был столицей французской колонии Сенегал. Историческая и культурная столица страны. Традиционная застройка, несмотря на ветхость, сохраняет налёт живописности. Город входит в список всемирного наследия ЮНЕСКО.
Сезон дождей продолжается с июня по октябрь и характеризуется жаркой влажной погодой и штормами. Самые влажные месяцы — август и сентябрь. Сухой сезон продолжается с ноября по май и характеризуется прохладными бризами с океана и пыльными ветрами харматан. Годовая норма осадков составляет около 380 мм. Сен-Луи — один из городов Африки, которые наиболее всего пострадают от поднятия уровня океана.
Сен-Луи был первым городом, основанным европейцами в Западной Африке в 1659 году. Основан моряками из Дьепп (Нормандия) на острове с одноименным названием в дельте реки Сенегал, 2  км в длину и 300 м в ширину , он был назван в честь царствующего короля Франции Людовика XIV.
В 1689 году французский религиозный Жан-Батист Габи в путешествии в Нигерии представляет остров и берега «сенега» реки, как до сих пор частично покрытые мангровыми лесами с мангровыми зарослями  .
Город был очень важным центром торговли золотом , гуммиарабиком, слоновой костью и рабами .
Со времён Французской революции его жители получили статус гражданства и стали французскими гражданами.
С 1793 по 1816 год город Сен-Луи, а также все побережье Сенегала были оккупированы британцами после казни Людовика XVI. По Венскому договору 1815 года Сенегал был возвращён французам, за исключением Гамбии, которая стала британской колонией в 1815 году.
в 2 июля 1816 г., La Méduse, трехмачтовый фрегат, перевозивший нового губернатора Сенегала Жюльена Шмальца в Сен-Луи с 400 людьми на борту, потерпел крушение на побережье Мавритании, сев на мель в песках к северу от Сен-Луи. Этот эпизод был увековечен художником Жерико в картине «Плот "Медузы"» (Лувр ). Сен-Луи был столицей колонии Французская Западная Африки с 1895 до 1902 года, затем столицей Сенегала и Мавритании.  
12 мая 1930 г. французский летчик Жан Мермоз совершил первый трансатлантический почтовый перелет из Сен-Луи-дю-Сенегал в Надаль в Бразилии. Успех этого рейса позволил Aéropostale установить постоянное регулярное воздушное сообщение между Тулузой и Сантьяго-де-Чили
Сен-Луи оставался важным французским торговым постом до 1957 года .
В 1959 году активисты Партии независимости Африки предприняли попытку восстания за независимость Сенегала.
Сен-Луи, называемый «Африканской Венецией», в 2000 году был занесен в каталог всемирного наследия по ЮНЕСКО. После чего власти приступили к реализации амбициозной программы по реконструкции зданий колониальной эпохи, которые были приспособлены под рестораны и отели.
В городе сохранилось много домов, типичных для колониальной эпохи, характерными особенностями которых являются известковый фасад, двойная черепичная крыша, деревянные балконы и балюстрады из кованого железа.
Джазовая музыка, принесенная в Сен-Луи американскими солдатами во время Второй мировой войны, породила целое поколение африканских джазовых музыкантов. Международный джазовый фестиваль Сен-Луи проводится регулярно с 1992 года. 
| Показатель                    | Янв. | Фев. | Март | Апр. | Май  | Июнь | Июль | Авг. | Сен. | Окт. | Нояб. | Дек. | Год   |
| ----------------------------- | ---- | ---- | ---- | ---- | ---- | ---- | ---- | ---- | ---- | ---- | ----- | ---- | ----- |
| Средний суточный максимум, °C | 30,5 | 32,2 | 32,7 | 31,7 | 30,3 | 30,4 | 30,7 | 31,5 | 32,3 | 33,7 | 33,4  | 31,0 | 31,7  |
| Средняя температура, °C       | 22,9 | 24,3 | 25,0 | 24,9 | 24,8 | 26,3 | 27,6 | 28,2 | 28,7 | 28,6 | 26,4  | 23,7 | 26,0  |
| Средний суточный минимум, °C  | 15,2 | 16,5 | 17,4 | 18,0 | 19,4 | 22,4 | 24,4 | 25,0 | 25,1 | 23,5 | 19,5  | 16,4 | 20,3  |
| Норма осадков, мм             | 1,5  | 1,9  | 0,2  | 0,0  | 0,1  | 6,8  | 40,2 | 94,3 | 92,3 | 23,0 | 0,3   | 0,7  | 261,3 |
| Источник:                     |      |      |      |      |      |      |      |      |      |      |       |      |       |

## Население
По данным на 2013 год численность населения города составляла 186 399 человек.
Динамика численности населения города по годам:
| 1988    | 1997    | 2001    | 2002    | 2013    |
| ------- | ------- | ------- | ------- | ------- |
| 113 917 | 132 425 | 154 496 | 154 555 | 186 399 |

## Известные уроженцы
- Альфред Доддс — французский генерал

## Международные отношения

### Города-побратимы
- Лилль, Франция (1978)
- Фес, Марокко (1979)
- Льеж, Бельгия (1980)
- Болонья, Италия (1991)
- Сент-Луис, США (1994)

### Города-партнёры
- Тулуза, Франция (2003)